# Taye Atske Selassie
Taye Atske Selassie Amde (în amharică ታዬ አጽቀሥላሴ; n. 13 ianuarie 1956, Gondar, Etiopia) este un diplomat și politician etiopian care ocupă funcția de președinte al Etiopiei începând cu 7 octombrie 2024. A fost ambasador în mai multe rânduri la Organizația Națiunilor Unite. Înainte de a prelua această funcție, a deținut postul de ministru al afacerilor externe.

## Biografie
Taye s-a născut în Debarq, Gondar, în provincia Begemder. A urmat studii postuniversitare la Universitatea din Addis Abeba și la Universitatea din Lancaster din Anglia, în domeniile științe politice, relații internaționale și studii strategice.

## Cariera diplomatică
A ocupat funcția de reprezentant permanent al Etiopiei la Organizația Națiunilor Unite începând din 2018. Înainte de numirea sa la ONU, Taye a fost consul general al Etiopiei la Los Angeles și a deținut roluri strategice la Washington, D.C., Stockholm, precum și, în mod notabil, funcția de ambasador al Etiopiei în Egipt. La 18 ianuarie 2023, Taye a fost numit consilier pentru afaceri externe al prim-ministrului, cu rang de ministru.
La 8 februarie 2024 i-a succedat lui Demeke Mekonnen⁠(d) în funcția de ministru al afacerilor externe, în urma demisiei acestuia din 26 ianuarie.

## Președinția
La 7 octombrie 2024 a fost numit brusc președinte al Etiopiei, succedându-i lui Sahle-Work Zewde, al cărei mandat s-a încheiat pe fondul unor speculații și dezbateri publice. Numirea lui Taye a avut loc într-un moment critic pentru Etiopia, marcat de provocări majore în relațiile internaționale și de conflicte interne.